# Grand anglo-français blanc et noir
Pour les articles homonymes, voir Français (chien) et Anglo-français (race de chien).
Le grand anglo-français blanc et noir est une race de chien d'origine française. C'est un grand chien courant, de construction robuste. La robe est blanche et noire. Issu du chien de Saintonge, du foxhound anglais et du gascon saintongeois, le grand anglo-français blanc et noir est un chien de chasse pour la chasse à courre du cerf et du chevreuil.

## Histoire
Le grand anglo-français blanc et noir a pour origine le bâtard anglo-saintongeois, résultat de croisements entre le chien de Saintonge et le foxhound anglais réalisés au milieu du XIXe siècle. Le gascon saintongeois a été utilisé pour la sélection de la race. L'effectif est de l’ordre de 2 000 chiens avec environ 200 naissances chaque année. Il constitue les meutes d’une vingtaine d’équipage de chevreuil et d’un équipage de cerf.

## Standard
Le grand anglo-français blanc et noir est un chien courant de grande taille, puissant et robuste avec une forte ossature. Forte à la naissance, sa queue se termine en pointe effilée. Longue et droite, elle est portée au-dessus de la ligne du dos quand le chien est en action. Forte et plutôt courte, la tête présente des lignes crâne et chanfrein parallèles. Le crâne est plutôt plat et large, avec des arcades sourcilières proéminentes. Le stop est bien marqué. Les yeux de couleur marron sont enfoncés dans les orbites sans excès. Les oreilles sont de longueur moyenne et atteignent au maximum le chanfrein deux doigts en arrière de la naissance de la truffe. L'extrémité prend une forme plutôt pointue. 
Le poil est ras, assez fort et serré. La couleur est obligatoirement blanc et noir, à grand manteau et taches noires plus ou moins étendues. Les mouchetures noires ou bleutées ou de petites marques feu sur les membres peuvent être présentes. Des marques feu pâle ornent le dessus de chaque œil, les joues, le dessous les yeux, sous les oreilles ou à la naissance de la queue. La marque de chevreuil à la cuisse est assez fréquente.

## Caractère
Le grand anglo-français blanc et noir est décrit dans le standard FCI comme un chien amical, proche de l'homme et facile au chenil.

## Utilité
Le grand anglo-français blanc et noir est un chien courant pour la chasse à courre du cerf et du chevreuil pour des terrains broussailleux ou humides. C'est un chien tenace et résistant, qui peut chasser en meute ou seul.